# ألبرتو مورينو
ألبرتو مورينو بيريز (بالإسبانية: Alberto Moreno Pérez) (ولد 5 يوليو 1992)، هو لاعب كرة قدم إسباني يلعب ل‍نادي فياريال الإسباني في مركز الظهير الأيسر كما لعب ل‍ليفربول، نادي إشبيلية و‌إشبيلية أتلتيكو.

## الأندية

### إشبيلية
ولد في إشبيلية، أندلوسيا، مورينو مر من خلال صفوف الشباب في نادي مسقط رأسه إشبيلية. في 8 أبريل 2012 لعب مورينو لأول مرة مع الفريق الأول وفي اللاليغا بعد أن جاء من مقاعد البدلاء ليأخذ مكان مانيو ديل مورال في الملعب في الدقيقة الأخيرة من مباراة فوز 1-0 على أتلتيك بيلباو.
في فبراير 2013 تمت ترقيته مورينو بشكل نهائي إلى الفريق الرئيسي. وفي 4 أكتوبر مدد عقده مع النادي لغاية 2018.
في 20 أكتوبر 2013، مورينو سجل هدفه الثاني مع إشبيلية بتسجيل الهدف الثاني في مباراة تعادل 2-2 مع ريال بلد الوليد.

### ليفربول
في 12 أغسطس 2014، بعد شهر ونصف من المفاوضات، أُعلن عن إتفاق ليفربول وإشبيلية على صفقة تساوي £12 مليون لمورينو. وقد إنسحب تلك الليلة من تشكيلة إشبيلية للقاء كأس السوبر الأوروبي 2014 ضد ريال مدريد في ملعب كارديف سيتي، وأكمل انتقاله بعد أربغة أيام، وأخذ الرقم 18.
في 26 أغسطس 2014، لعب مورينو مباراته الأولى مع ليفربول في مباراة دوري ضد مانشستر سيتي التي خسرها فريقه 3-1. في 31 أغسطس 2014، في مباراة دوري ضد توتنهام هوتسبر، سجل مورينو هدفه الأول في ثاني مباراة له مع ليفربول بعد قطعه الكره من أندروس تاونسيند عند خط منتصف الملعب وركضه مسافه 40 يارده للمرمى، مسجلاً الهدف الثالث في مباراة انتهت بفوز 3-0 في الوايت هارت لين.

## إحصائيات

### النادي
آخر تحديث 31 أغسطس 2014.
| النادي                | الموسم                | الدوري    | الدوري  | الكأس     | الكأس   | أوروبا    | أوروبا  | أخرى      | أخرى    | المجموع   | المجموع |
| النادي                | الموسم                | المباريات | الأهداف | المباريات | الأهداف | المباريات | الأهداف | المباريات | الأهداف | المباريات | الأهداف |
| --------------------- | --------------------- | --------- | ------- | --------- | ------- | --------- | ------- | --------- | ------- | --------- | ------- |
| إشبيلية               | 2011–12               | 1         | 0       | 0         | 0       | 0         | 0       | 0         | 0       | 1         | 0       |
| إشبيلية               | 2012–13               | 15        | 0       | 2         | 0       | 0         | 0       | 0         | 0       | 15        | 0       |
| إشبيلية               | 2013–14               | 29        | 3       | 0         | 0       | 14        | 0       | 0         | 0       | 43        | 3       |
| المجموع               | المجموع               | 45        | 3       | 2         | 0       | 14        | 0       | 0         | 0       | 61        | 3       |
| ليفربول               | 2014–15               | 2         | 1       | 0         | 0       | 0         | 0       | 0         | 0       | 2         | 1       |
| المجموع               | المجموع               | 2         | 1       | 0         | 0       | 0         | 0       | 0         | 0       | 2         | 1       |
| مجموع المسيرة الكروية | مجموع المسيرة الكروية | 47        | 4       | 2         | 0       | 14        | 0       | 0         | 0       | 63        | 4       |

### المنتخب
آخر تحديث 30 مايو 2014.
| إسبانيا | إسبانيا   | إسبانيا |
| السنة   | المباريات | الأهداف |
| ------- | --------- | ------- |
| 2013    | 2         | 0       |
| 2014    | 1         | 0       |
| المجموع | 3         | 0       |

## روابط خارجية
- ألبرتو مورينو على موقع الاتحاد الدولي (مؤرشف)  (الإنجليزية)
- ألبرتو مورينو على موقع الاتحاد الأوربي (الإنجليزية)
- ألبرتو مورينو على موقع قاعدة بيانات كرة القدم.إي يو (الإنجليزية)
- ألبرتو مورينو على موقع بيانات كرة القدم. دي إي (الألمانية)
- ألبرتو مورينو على موقع ناشيونال فوتبول تيمز (الإنجليزية)
- ألبرتو مورينو على موقع Soccerbase.com (لاعب) (الإنجليزية)
- ألبرتو مورينو على موقع Soccerway.com (الإنجليزية)
- ألبرتو مورينو على موقع عالم كرة القدم.نت (الإنجليزية)
- ألبرتو مورينو على موقع AS.com (الإسبانية)